# Riccione Calcio 1926
Riccione Calcio 1926 è una società calcistica italiana con sede nella città di Riccione, in provincia di Rimini. Milita in Promozione, sesto livello del campionato italiano di calcio.
La società, con il nome di Valleverde Riccione Football Club è stata attiva fino al 2010, quando si è trasferita a Rimini mutando il proprio nome in Real Rimini Football Club. In seguito dalla stessa stagione è stata rifondata una nuova società riccionese: l'Associazione Sportiva Dilettantistica Riccione 1929.
La stessa società dopo numerose inadempienze economiche coi propri tesserati non si iscrive al Campionato di Eccellenza 2014-2015. I tifosi si mobilitano dando vita all'Unione Calcio Riccione, riconosciuta dall'amministrazione comunale come erede storica della compagine biancoazzurra.
Il livello più alto raggiunto dalla squadra è stata la Serie C, terzo livello calcistico italiano, dove ha ottenuto come miglior risultato un settimo posto.
I colori sociali sono il bianco e l'azzurro. Disputa le partite di casa allo stadio Italo Nicoletti.

## Storia

### Le origini

Una formazione della stagione 1972-1973, vincitrice del campionato di Serie D e promossa in Serie C.

La società nasce inizialmente all'interno della compagine sportiva Unione Sportiva Riccionese, con il nome Sporting Club Biagio Nazzaro (ex asso motociclistico prematuramente scomparso), e assunse il nome di Associazione Calcio Riccione nel 1940 e utilizzò il bianco e l'azzurro come colori sociali, ma all'origine indossava una maglia verde accompagnata da calzoncini neri. La AC Riccione che assunse il nome di Valleverde Riccione Football Club ad inizio anni novanta, a seguito della sponsorizzazione con la nota impresa calzaturiera, può vantare presenze in diversi campionati professionistici, fino alla Serie C nel campionato 1977-1978.
Un grande successo a livello giovanile, si ebbe nella stagione 1993-1994, con la vittoria dello Scudetto nel Campionato Juniores oltre a numerosi titoli regionali delle categorie: Allievi e Giovanissimi.

### Gli anni recenti
Nella stagione di Serie D 2006-2007 la Valleverde Riccione si classificò al diciassettesimo posto retrocedendo in Eccellenza.
Nella stagione di Eccellenza Emilia-Romagna 2007-2008, i biancazzurri si salvarono giocando lo spareggio contro la Dozzese (vincendolo per 2-0) e dopo due soli anni di Eccellenza il Riccione vinse il campionato 2008-2009 con 69 punti ritornando in Serie D dove disputò anche la stagione 2009-10 salvandosi ai play-out contro il Castel San Pietro.

### L'ASD Riccione 1926
Al termine del Campionato di Serie D 2009-2010 i gestori della società (con a capo la famiglia Batani) decidono di abbandonare il progetto e il presidente Paolo Croatti, proprietario del titolo sportivo (secondo alcune fonti esattamente il 30 giugno 2010), in base alle norme ammesse dal NOIF, cambia sede legale della Valleverde Riccione Football Club, nome societario e colori sociali (ma non matricola FIGC che è ancora quella storica) e si trasferisce a giocare a Rimini con la denominazione di Real Rimini Football Club.
Nel 2010 gli ex gestori della Valleverde Riccione Football Club rifonda la nuova compagine cittadina (riconosciuta subito dai suoi tifosi). Con l'acquisizione dei diritti sportivi dell'Associazione Sportiva Dilettantistica Del Conca di Morciano di Romagna, proveniente dal girone B di Eccellenza dell'Emilia-Romagna e la fusione con l'ASAR Riccione, viene data vita all'Associazione Sportiva Dilettantistica Riccione 1929. La nuova società di proprietà della famiglia Batani si propone in continuità storica, con lo stesso marchio e gli stessi colori sociali biancazzurri della vecchia Valleverde Riccione. Si realizza quindi il sogno della famiglia Batani d'avere nuovamente una società tutta riccionese che in tutto e per tutto rappresenti la tradizione calcistica della città di Riccione, con tutti i valori storici della gloriosa Valleverde Riccione Football Club nata nel 1929 e ricordandola quindi con il nuovo nome dell'ASD Riccione 1929. Il primo presidente è Cristiano Batani, figlio di Ivano che è stato l'ultimo della Valleverde che portò in Serie D.
La neonata società riesce a tornare subito in Serie D vincendo il campionato di Eccellenza Emilia-Romagna 2010-2011 conquistando ben 73 punti.
Il ritorno in Serie D della squadra biancazzurra è molto travagliato, con l'avvicendamento di quattro allenatori e con il cambio al vertice societario. Il progetto di una società tutta riccionese fallisce e dopo anni di successi prima con la Valleverde Riccione e poi con l'ASD Riccione 1929 la famiglia Batani decide di defilarsi e affida la guida della società a Lauro Galli. Il nuovo presidente si era fatto garante di una cordata che doveva rilevare la società alla fine della stagione. I Batani comunque manterranno la loro presenza con una quota di minoranza. La società riesce a salvarsi all'ultima giornata nonostante la sconfitta contro l'Isernia (3-2). Durante la stagione si avvicendano vari allenatori, l'ultimo è Davide Tentoni, prima di lui in panchina ci furono Giampaolo Pascucci, Daniele Tani e Nevio Valdifiori. Il passaggio di consegne al vertice societario non porta ai risultati sperati e il Riccione si trova a disputare le stagioni a venire con grossi problemi economici e dopo una salvezza insperata raggiunta nel Campionato di Serie D 2011-12, la stagione successiva arrivò la nuova retrocessione nel campionato di Eccellenza.

### L'ASD Unione Calcio Riccione
A seguito le numerose controversie economiche accumulate coi tesserati e dei vari screzi tra i soci accaduti nelle ultime due stagioni (con vari avvicendamenti societari) la squadra non viene iscritta al campionato di Eccellenza. Nell'estate del 2014 da una costola dell'Associazione di tifosi La Mia Calcio Riccione (costituita a tutela della storia, del nome e dei colori biancazzurri) nasce l'Unione Calcio Riccione che viene affiliata alla FIGC in attesa che venga assegnata una categoria. Nonostante la richiesta la società viene ammessa al campionato di Terza Categoria a pochi giorni dall'inizio del torneo. Nel giro di poco tempo la società riesce a mettere in piedi una squadra e come tecnico viene scelto Giampaolo Pascucci. Le difficoltà sono tante, soprattutto legate al campo di gioco, e dopo varie querelle, impossibilitati all'utilizzo dello storico stadio "Italo Nicoletti" (gestito da una compagine di quartiere) la società decide di disputare le gare casalinghe in un campo (denominato poi dai tifosi stessi "Menaggio Stadium") alla periferia della città. A seguito dei scarsi risultati sportivi d'inizio stagione la rosa viene rinforzata con elementi di categoria superiore e Giampaolo Pascucci (che rimarrà nei quadri dirigenziali con il ruolo di Direttore Tecnico) verrà sostituito da Emanuele della Bella in panchina.

### I tifosi escono dalla società
La stagione 2015-16 segna sì la vittoria del campionato di Terza Categoria a suon di record, ma allo stesso tempo vede l'uscita dei tifosi dagli organi decisionali causa divergenze nella gestione societaria, facendo perdere di fatto la sua vera anima e il progetto che aveva animato e fatto ripartire la storica squadra riccionese.

## Allenatori e presidenti
- 1921-1940 ...
- 1940-1941  Antonio Pin
- 1941-1963 ...
- 1963-1965  Giuseppe Matassoni
- 1965-1966  Angelo Buratti
 Libero Zattoni
- 1966-1968  Libero Zattoni
- 1968-1970 ...
- 1970-1973  Attilio Santarelli
- 1973-1974  Angelo Becchetti
 Italo Castellani
- 1974-1975  Francesco Lamberti
 Benito Perfetti
- 1975-1976  Giancarlo Ansaloni
- 1976-1977  Italo Castellani
 Giampaolo Piaceri
- 1977-1978  Giampaolo Piaceri
- 1978-1979  Luciano Pirazzini
 Giancarlo Ansaloni
- 1979-1980  Giancarlo Ansaloni
 Angelo Becchetti
- 1980-1981  Guido Attardi
- 1981-1982 ...
- 1982-1983  Dino Ballacci
 Giovanni Cioncolini
- 1983-1984  Claudio Castagnino
 Giovanni Cioncolini
- 1984-1985  Giampaolo Landi
- 1985-1987  Alberto Zaccheroni
- 1987-1988  Bruno Piccioni
- 1988-1989  Bruno Piccioni
 Giovanni Cioncolini
- 1989-1990  Vittorio Spimi
 Leonardo Menichini
- 1990-1991  Leonardo Menichini
 Romano Mattè
 Leonardo Menichini
- 1991-1993 ...
- 1993-1996  Giampaolo Mazza
- 1996-2000 ...
- 2000-2001  Paolo Righi (1ª-18ª)
 Massimo Bronzetti (19ª-34ª)
- 2001-2002  Massimo Bronzetti (1ª-13ª)
 Paolo Lucchi (14ª-34ª)
- 2002-2003  Paolo Lucchi (1ª-10ª)
 Giuseppe Terenzi (11ª-34ª)
- 2003-2004  Luigi Angeloni
- 2004-2005  Roberto Rossi
- 2005-2006  Paolo Righi
- 2006-2007  Enrico Piccioni
- 2007-2008  Sergio Santarini
- 2008-2010  Riccardo Onorato
- 2010-2011  Nevio Valdifiori
- 2011-2012  Nevio Valdifiori
 Federico Freschi
 Daniele Tani
 Giampaolo Pascucci
 Davide Tentoni
- 2012-2013  Sandro Ciuffetelli
 Andrea Benedetti
- 2013-2014  Arturo Di Napoli
 Manuel Amati
- 2014-2015  Giampaolo Pascucci
 Emanuele Della Bella
- 2015-2016  Emanuele Della Bella
- 2016-2017  Daniele Daino
- 2017-2018  Daniele Daino
 Pierluigi Angeloni
- 2018-2019  Pierluigi Angeloni
- 2019-2020  Simone Amadori
 Nicola Berardi
- 2020-2021  Denis Iencinella
- 2021-2022  Roberto Agliuzza

- 1921-?  Luigi Angelini
- ?-1970 ...
- 1970-1976  Giuseppe Savioli
- 1976-1979  Giovanni Cesarini
- 1979-1980  Orfeo Grossi
- 1980-1982 ...
- 1982-1985  Alfredo Cicchetti
- 1985-1987 ...
- 1987-1988  Renato Conti (amm. unico)
- 1988-1991  Flavio Ricci
- 1991-2000 ...
- 2000-2005  Sauro Nicolini
- 2005-2009  Paolo Croatti
- 2009-2011  Cristiano Batani
- 2011-2012  Lauro Galli
- 2012-2014  Paolo Croatti
- 2014-2018  Rodolfo Bacchini
- 2018-2019  Andrea Morelli
- 2019-  Giampaolo Pascucci

## Palmarès

### Competizioni nazionali
- Serie D: 1

1972-1973 (girone D)
- Campionato Interregionale: 1

1986-1987 (girone D)

### Competizioni regionali
- Eccellenza: 2

2008-2009 (girone B), 2010-2011 (girone B)
- Seconda Categoria: 1

2016-2017 (girone S)

### Competizioni provinciali
- Terza Categoria: 1

2015-2016 (girone A)

### Competizioni giovanili
- Campionato Juniores Dilettanti: 1

1993-1994

### Altri piazzamenti
- Serie D:

Secondo posto: 1967-1968 (girone D), 1971-1972 (girone D)
Terzo posto: 1966-1967 (girone C), 1980-1981 (girone C)
- Campionato Interregionale:

Terzo posto: 1981-1982 (girone F), 1984-1985 (girone F), 1985-1986 (girone F), 1991-1992 (girone E)
- Campionato Nazionale Dilettanti:

Terzo posto: 1995-1996 (girone E)
- Prima Categoria:

Secondo posto: 1959-1960 (girone A), 1962-1963 (girone A)
Terzo posto: 1960-1961 (girone A), 1961-1962 (girone A)
- Coppa Italia Dilettanti Emilia-Romagna:

Finalista: 1997-1998

## Statistiche e record

### Partecipazione ai campionati
| Livello | Categoria                       | Partecipazioni | Debutto   | Ultima stagione | Totale |
| ------- | ------------------------------- | -------------- | --------- | --------------- | ------ |
| 3º      | Serie C                         | 8              | 1945-1946 | 1977-1978       | 8      |
| 4º      | Promozione                      | 2              | 1948-1949 | 1949-1950       | 18     |
| 4º      | Serie D                         | 10             | 1963-1964 | 2022-2023       | 18     |
| 4º      | Serie C2                        | 6              | 1978-1979 | 1990-1991       | 18     |
| 5º      | Serie D                         | 13             | 1980-1981 | 2013-2014       | 27     |
| 5º      | Campionato Interregionale       | 7              | 1981-1982 | 1991-1992       | 27     |
| 5º      | Campionato Nazionale Dilettanti | 7              | 1992-1993 | 1998-1999       | 27     |

## Tifoseria

### Storia
Attualmente non sono presenti gruppi organizzati. Massiccia la presenza di pubblico tra gli anni sessanta e fine anni novanta.
Vari gruppi ultras hanno calcato i gradoni dell'Italo Nicoletti. I principali erano i "Panthers", negli anni ottanta-novanta gli "Eagles Supporters" che hanno rappresentato il culmine della tifoseria riccionese con la rivalità accesa con i cugini riminesi e la Vis Pesaro. Negli anni duemila, a seguito dello scioglimento degli "Eagles Supporters", i più giovani scelsero il nome "Supporters".
Da ricordare i caldi derby con il Cattolica, rivali in quanto legati da una forte amicizia con gli ultras riminesi.